# IVX-411
IVX-411 — кандидат на вакцину проти COVID-19, який є субодиничною вакциною, та розроблений компанією «Icosavax», який проходить клінічне дослідження І—ІІ фази в Австралії. Початково вакцина була розроблена в Інституті білкового дизайну та медичній школі Університету Вашингтону, обидва яких є структурними підрозділами Університету Вашингтона.